# Timothy Abbott Conrad
Timothy Abbott Conrad, född 21 juni 1803 i Trenton, New Jersey, död 9 augusti 1877, var en amerikansk paleontolog och geolog.
Conrad fick 1836, då delstaten New Yorks officiella geologiska undersökning påbörjades, ledningen för undersökningsarbetena på den tredje, mellersta, av nämnda delstats sektioner. Hans specialitet var tertiära mollusker.
Auktorsnamnet T.A.Conrad kan användas för Timothy Abbott Conrad i samband med ett vetenskapligt namn inom botaniken; se Wikipediaartiklar som länkar till auktorsnamnet.